# Fotoromanzo (film)
Fotoromanzo è un film italiano del 1986 diretto da Mariano Laurenti.

## Trama
Napoli. Nino, ragazzo solare e benvoluto da tutti, aiuta la madre portiera in uno stabile napoletano svolgendo piccoli lavori di pulizia e di manutenzione. La sua è una vita semplice e senza pretese, scandita da una grande passione per la musica. Il ragazzo scrive testi di canzoni che arrangia con l'aiuto di Anna, inquilina del palazzo e figlia di un capitano dei carabinieri. La collaborazione professionale cela, in realtà un sentimento più profondo, covato sin dai tempi in cui i due, bambini, giocavano insieme.
La gioia per la scoperta di questo amore, però, dura poco: in seguito alla promozione del padre, Anna è costretta a trasferirsi a Milano. Dopo un breve periodo di lontananza, Nino decide di mollare tutto e raggiungerla. Però Sissi, una ragazza che conosce Anna, si prende una cotta per Nino e lo corteggia nel tentativo di separarlo da lei. Casualmente un giorno Anna li vede insieme e crede di essere stata tradita. Poi va via e durante il tragitto ha un grave incidente e finisce in ospedale. Nino ascolta la notizia in televisione e avendo lo stesso gruppo sanguigno di Anna, si reca in ospedale per donarglielo. In breve la giovane si riprende e si riconcilia con l'amato, e giorni dopo uscirà dall'ospedale. Finalmente tra i due non ci sono più ostacoli e possono vivere felici.

## Colonna sonora
Nel film sono presenti le seguenti canzoni di Nino D'Angelo:
- Fotoromanzo
- Voglia e fa pace cu te
- Ciao amore
- Maledetto treno
- Io vagabondo
- Un ragazzo e una ragazza

## Accoglienza

### Incassi
Il film si è classificato al 75º posto tra i primi 100 film di maggior incasso della stagione cinematografica italiana 1985-1986.